# マギー・ソーヤー
マギー・ソーヤー（英: Maggie Sawyer）は、DCコミックスの出版するアメリカン・コミックスに登場する架空の人物。ジョン・バーンによって創造され、1987年の"Superman vol.2 #4"で初登場した。特殊犯罪担当の女性刑事。

## ドラマ
ヤング・スーパーマン
演 - ジル・ティード
SUPERGIRL/スーパーガール
演 - フロリアナ・リマ

## アニメ
スーパーマン (アニメ)
声 - ジョアンナ・キャシディ
デス・オブ・スーパーマン (アニメ)
声 - アマンダ・トループ